# Jean-Claude Duvalier
Jean-Claude Duvalier (Port-au-Prince, 1951. július 3. – Port-au-Prince, 2014. október 4.) Haiti elnöke és diktátora 1971 és 1986 között. Apját, François Duvalier-t követte az elnöki poszton, és mivel apját „Papa Doc”-nak becézték, az ő ragadványneve „Baby Doc” lett.

## Élete
1971-ben, apja halála után, 19 évesen (!) lett elnök. A hatalom átvétele után változtatásokat vezetett be apja rendszerében, és sok hatalmat átruházott a tanácsadóira. Kezdetben ellenállt a dinasztikus berendezkedésnek, amely őt elnökké tette, és inkább nővére, Marie-Denise Duvalier kezébe került a hatalom. Ő megelégedett a hivatalos ceremóniák funkcióinak biztosításával és a „playboy” stílusú életvitelével.
Helyreállította az ország kapcsolatait az Egyesült Államokkal és a Dominikai Köztársasággal, és mandátuma alatt újraindult a Haitinek nyújtott nemzetközi segély. Fokozatosan megkezdte apja politikai rendszerének reformját, felszabadította a politikai foglyokat és enyhítette a sajtócenzúrát. Radikális változások azonban nem voltak, nem tolerálták az ellenzéket, és a rezsim tekintélyelvű maradt.
Időközben azonban haitiak ezreit ölték meg vagy kínozták meg, és több százezren menekültek el az országból az elnöksége alatt.
Köztudottan pazar életmódot folytatott; hivatalos útjai során az a szokása, hogy bankjegytömböket dobált ki az autója ablakán az embereknek. Közben a népe a nyugati félteke országai közül a legszegényebb lett.
Az 1970-es évek végétől válság alakult ki (sertéspestis, AIDS). 1985-ben lázadás tört ki, amelyek számos városra kiterjedtek, majd 1986 februárjában a népfelkelés megdöntötte a hatalmát, ő pedig elhagyta az országot.
Ezután két évtizedet Franciaországban élt, luxus körülmények között. Állítólag 900 millió dollárra becsült vagyonnal vonult önkéntes száműzetésbe, amelyet a haiti állam kasszájából sikkasztottak, és ami akkoriban nagyobb, mint az ország teljes külső adóssága.
Hivatalosan soha nem kapott Franciaországban menedékjogot. Kérelmét a hatóságok rendszeresen elutasították.
2011. elején váratlanul visszatért Haitire "a nép megsegítésére". Másnap a haiti rendőrség azonban letartóztatta és sikkasztás miatt vádat emeltek ellene. Ártatlannak vallotta magát az ellene felhozott, korrupció és az emberi jogok megsértése vádakban. 2014. októberében, 63 évesen, szívrohamban halt meg.